# Джейсон Мітчелл
Джейсон Мітчелл (англ. Jason Mitchell; нар. 5 січня 1987, Новий Орлеан, Луїзіана, США) — американський актор, відомий зображенням репера Eazy-E в біографічній драмі «Просто із Комптона», роллю Гленна Міллза в пригодницькому фільмі-фентезі «Конг: Острів Черепа».

## Біографія
Джейсон Мітчелл народився в Новому Орлеані, США. Його з сестрою мама виховувала сама. Через те, що в неї була воєнна кар'єра, сім'я часто переїжджала, поки не оселилася в Новому Орлеані, звідки мама була родом. На той момент Джейсон вчився в середній школі. Коли він закінчував навчання, місто стало жертвою урагану Катріна. Сім'я втратила все, для Джейсона це означало низку робіт: кухаря, електрика. На його шляху стали наркотики. Коли вбили його кращого друга в 2007, він збагнув, що треба зайнятися чимось іншим. Джейсон обрав акторську кар'єру, тому вступив у мистецьку школу.

## Кар'єра
Джейсон отримав агента вже через п'ять тижнів навчання на заняттях з акторської майстерності. Він дебютував на екрані в 2011, коли вийшла інді-стрічка «Поля». У ній він зіграв касира в 7-Eleven. У актора було всього три рядки тексту, які могли вирізати, але вони всі ввійшли в остаточну версію стрічки. Наступного року відбувається реліз одразу двох фільмів, в яких був залучений актор, — бойовики «Контрабанда» та «Очі дракона». Один із продюсерів і акторів першої стрічки був Марк Волберг, з яким Мітчелл зустрівся на знімальному майданчику і в драматично-кримінальній драмі 2013 «Гниле місто». 
У 2014 було офіційно оголошено, що 14 серпня 2015 року відбудеться прем'єра біографічної стрічки «Просто із Комптона». Також зазначалося, що роль американського репера Eazy-E виконає Джейсон Мітчелл.  Джейсон ретельно готувався до ролі: передивлявся відеозаписи та слухав пісні артиста,  поки він не зміг відтворювати міміку, манери репера. Через відсутність достатньої кількості коштів прослуховування проходило через Skype. Режисер стрічки Фелікс Гері Грей був одразу вражений актором. Після прем'єри фільму донька співака  E.B. Wright відзначила феноменальну роботу Мітчелла, який зміг реально втілити її батька на екрані.
У 2015 актор вів переговори щодо участі в майбутньому проекті «Конг: Острів Черепа». Прем'єра відбулась двома роками пізніше. Актор виконав роль воєнного пілота Гленна Міллза. У 2016 з актором вийшло кілька стрічок: комедія «Кеану», кримінальний трилер «Вінсент і Роксі», драма «Баррі». Того ж року повідомили, що він приєднався до акторського складу фільму про повстання в Детройті режисерського проекту Кетрін Бігелоу. 
У 2017 стало відомо, що Матіас Шонартс і Джейсон Мітчелл отримали ролі в дебютній стрічці французької акторки Лор де Клермонт-Тоннерр.

## Фільмографія
| Рік  |   | Українська назва              | Оригінальна назва                | Роль           |
| ---- | - | ----------------------------- | -------------------------------- | -------------- |
| 2011 | ф | Поля                          | Killing Fields                   | касир          |
| 2012 | ф | Контрабанда                   | Contraband                       | Волтер         |
| 2012 | ф | Очі дракона                   | Dragon Eyes                      | Джей-Дог       |
| 2013 | ф | Гниле місто                   | Broken City                      | хлопець        |
| 2015 | с | Особливо тяжкі злочини        | Major Crimes                     | Твізз          |
| 2015 | ф | Просто із Комптона            | Straight Outta Compton           | Eazy-E         |
| 2016 | ф | Кеану                         | Keanu                            | Бад            |
| 2016 | ф | Вінсент і Роксі               | Vincent N Roxxy                  | Корделл        |
| 2016 | ф | Баррі                         | Barry                            | Пі Джей        |
| 2017 | с | Електричні сни Філіпа К. Діка | Philip K. Dick's Electric Dreams |                |
| 2017 | ф | Ферма «Мадбаунд»              | Mudbound                         | Ронсел Джексон |
| 2017 | ф | Конг: Острів Черепа           | Kong: Skull Island               | Гленн Міллз    |
| 2017 | ф | Горе-творець                  | The Disaster Artist              | Нейт           |
| 2017 | ф | Детройт                       | Detroit                          | Карл           |
| 2017 | ф |                               | Tyrel                            |                |
| 2017 | с | Чі                            | The Chi                          | Брендон        |
| 2018 | ф |                               | Mustang                          | Генрі          |